# アクトレス・モンタージュ
『アクトレス・モンタージュ』は、2021年12月3日に公開の日本映画。水口紋蔵監督、花岡咲・愛わなび・安宅 陽子・山崎 美貴主演。
映画監督の本広克行が開設するオンラインサロンのメンバーで制作された初の長編映画。

## キャスト
- 松岡　桜 - 花岡咲
- 愛音和香 - 愛わなび
- 安居順子 - 安宅陽子
- 山吹美佳子 - 山崎美貴
- 山吹花梨 - 星野梨華
- 笹部春雄 - 渡辺裕太
- 牟田部昭 - 瀬尾タクヤ
- 平本優太 - 濱正悟
- 比嘉祥平 - 武田晋
- KAITO - 若林元太
- 梅原俊一 - 鈴木浩文
- 中江敏恵 - 美玖空
- 双葉絵里 - 橘ゆかり
- 石戸谷満 - 井並テン
- 古賀勝人 - 園山敬介
- 翔太 - 春本ヒロ
- 啓太郎 - 藤田真澄
- 守 - 遠藤龍希
- 大地 - 佐藤雄大
- 劇場オーナー - 永井秀樹
- オリガ - 天野奈美
- 参加者2 - 板野正輝
- 道子 - 一原みのり
- 川辺 - 井面和希
- スタッフ - 入間史雄
- 玲奈 - 小熊綸
- ニュースキャスター - 木村美月
- 春川美織 - 國嶌りょう
- 女優 - 河野夏樹
- 祥子 - 椎名香織
- 演出助手 - 竹林和輝
- ウメ - 竹林史絵
- タラコ - 中澤盛恵
- 蓮水省吾 - 那須一南
- 早坂 - 成瀬美希
- 荘野朋美 - 畠山ななみ
- 石橋幸三 - 平島厚志
- 鎌田 - 渡辺潤

## スタッフ
- 監督・撮影・編集：水口紋蔵
- 音楽：Licaxxx
- 脚本：山内直哉
- 企画：本広克行
- プロデューサー:鷲頭祥伍、吉永弥生
- 照明:木村伸
- 録音:小牧将人、阪口和
- 助監督:三好太郎、山田碧
- 脚本協力：印東由紀子
- スチール:甲斐淳一、井上雅皓
- 制作：SAL Corporation